# 巴德纳瓦尔
巴德纳瓦尔（Badnawar），是印度中央邦Dhar县的一个城镇。总人口17746（2001年）。

## 人口
该地2001年总人口17746人，其中男性9323人，女性8423人；0—6岁人口2882人，其中男1549人，女1333人；识字率64.14%，其中男性为71.93%，女性为55.51%。